# Lekkoatletyka na Letnich Igrzyskach Olimpijskich 1960 – bieg na 100 m kobiet
Bieg na 100 metrów kobiet podczas XVII Letnich Igrzysk Olimpijskich w Rzymie rozegrano 1 (eliminacje i ćwierćfinały) i 2 września 1960 (półfinały i finał) na Stadio Olimpico. Zwyciężczynią została reprezentantka Stanów Zjednoczonych Wilma Rudolph, która na tych igrzyskach zwyciężyła również w biegu na 200 metrów i sztafecie 4 × 100 metrów. W półfinale wyrównała rekord świata i ustanowiła nowy rekord olimpijski z czasem 11,3 s, który następnie poprawiła w finale na 11,0 s, lecz przy zbyt silnym wietrze, by był on uznany.

## Rekordy

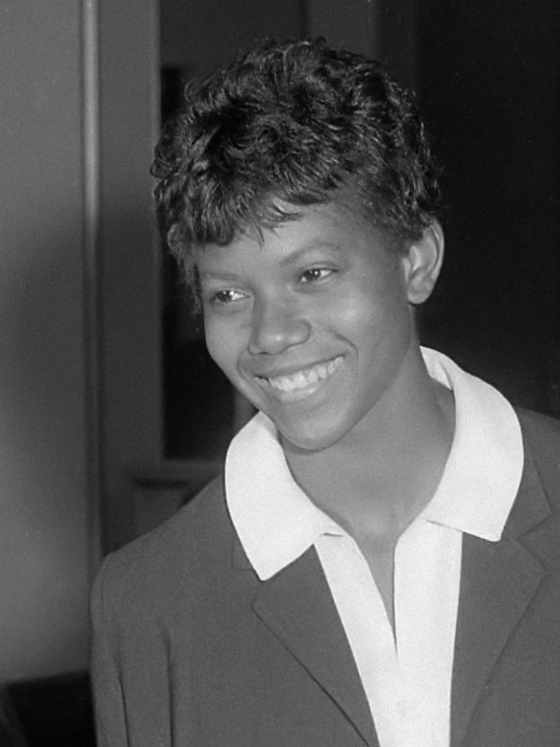
Wilma Rudolph

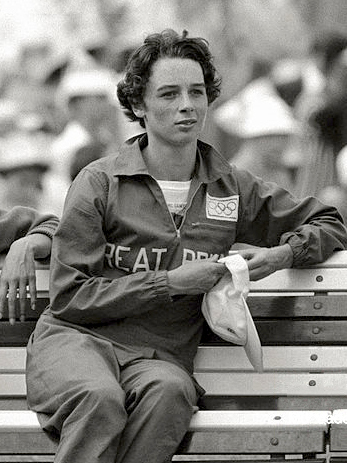
Dorothy Hyman

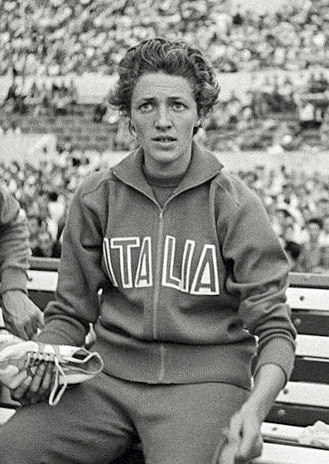
Giuseppina Leone

|                   | Zawodniczka        | Narodowość | Czas | Data                   | Miejsce   |
| ----------------- | ------------------ | ---------- | ---- | ---------------------- | --------- |
| Rekord świata     | Shirley Strickland | Australia  | 11,3 | 4 sierpnia 1955(dts)   | Warszawa  |
| Rekord świata     | Wira Krepkina      | ZSRR       | 11,3 | 13 września 1958(dts)  | Kijów     |
| Rekord olimpijski | Betty Cuthbert     | Australia  | 11,4 | 24 listopada 1956(dts) | Melbourne |

## Wyniki
| Poz. - pozycja |
| – rekord świata \| – rekord krajowy \| – rekord życiowy \| = – wyrównany rekord życiowy \| · – najlepszy wynik w sezonie \| = – wyrównany najlepszy wynik w sezonie \| – rekord olimpijski |
| Fn – falstart \| DNF – nie ukończyła \| DNS – nie wystartowała \| DSQ – zdyskwalifikowana                                                                                                  |

### Eliminacje
Rozegrano siedem biegów eliminacyjnych. Do ćwierćfinałów awansowały po cztery najlepsze zawodniczki z każdego biegu (Q).

#### Bieg 1
Wiatr: 0,0 m/s
| Poz. | Zawodniczka      | Narodowość        | Rezultat | Uwagi |
| ---- | ---------------- | ----------------- | -------- | ----- |
| 1    | Giuseppina Leone | Włochy            | 11,7     | Q     |
| 2    | Barbara Jones    | Stany Zjednoczone | 11,8     | Q     |
| 3    | Eleanor Haslam   | Kanada            | 12,0     | Q     |
| 4    | Elizabeth Jenner | Wielka Brytania   | 12,2     | Q     |
| –    | Ulla Flegel      | Austria           | DNS      |       |

#### Bieg 2
Wiatr: 0,0 m/s
| Poz. | Zawodniczka     | Narodowość | Rezultat | Uwagi |
| ---- | --------------- | ---------- | -------- | ----- |
| 1    | Pat Duggan      | Australia  | 11,9     | Q     |
| 2    | Mona Sulaiman   | Filipiny   | 12,1     | Q     |
| 3    | Vivi Markussen  | Dania      | 12,2     | Q     |
| 4    | Nancy Lewington | Kanada     | 12,4     | Q     |
| –    | Erzsébet Heldt  | Węgry      | DNS      |       |
| –    | Irina Press     | ZSRR       | DNS      |       |

#### Bieg 3
Wiatr: 0,0 m/s
| Poz. | Zawodniczka             | Narodowość | Rezultat | Uwagi |
| ---- | ----------------------- | ---------- | -------- | ----- |
| 1    | Marija Itkina           | ZSRR       | 11,7     | Q     |
| 2    | Marlene Mathews-Willard | Australia  | 12,0     | Q     |
| 3    | Olga Šikovec            | Jugosławia | 12,1     | Q     |
| 4    | Carlota Gooden          | Panama     | 12,2     | Q     |
| –    | Antónia Munkácsi        | Węgry      | DNS      |       |

#### Bieg 4
Wiatr: 0,0 m/s
| Poz. | Zawodniczka     | Narodowość      | Rezultat | Uwagi |
| ---- | --------------- | --------------- | -------- | ----- |
| 1    | Jenny Smart     | Wielka Brytania | 11,9     | Q     |
| 2    | Betty Cuthbert  | Australia       | 12,1     | Q     |
| 3    | Valerie Morgan  | Nowa Zelandia   | 12,5     | Q     |
| 4    | Sneżana Kerkowa | Bułgaria        | 12,6     | Q     |
| –    | Alena Stolzová  | Czechosłowacja  | DNS      |       |

#### Bieg 5
Wiatr: 0,0 m/s
| Poz. | Zawodniczka       | Narodowość      | Rezultat | Uwagi |
| ---- | ----------------- | --------------- | -------- | ----- |
| 1    | Dorothy Hyman     | Wielka Brytania | 11,8     | Q     |
| 2    | Gisela Birkemeyer | Niemcy          | 12,2     | Q     |
| 3    | Jean Holmes       | Panama          | 12,4     | Q     |
| 4    | Valerie Jerome    | Kanada          | 12,5     | Q     |
| 5    | Maeve Kyle        | Irlandia        | 12,5     |       |
| 6    | Ilana Adir        | Izrael          | 12,9     |       |

#### Bieg 6
Wiatr: 0,0 m/s
| Poz. | Zawodniczka           | Narodowość        | Rezultat | Uwagi |
| ---- | --------------------- | ----------------- | -------- | ----- |
| 1    | Wilma Rudolph         | Stany Zjednoczone | 11,5     | Q     |
| 2    | Catherine Capdevielle | Francja           | 11,8     | Q     |
| 3    | Halina Richter        | Polska            | 12,0     | Q     |
| 4    | Hannelore Raepke      | Niemcy            | 12,3     | Q     |
| –    | Siloo Mystri          | Indie             | DNS      |       |

#### Bieg 7
Wiatr: 0,0 m/s
| Poz. | Zawodniczka       | Narodowość        | Rezultat | Uwagi |
| ---- | ----------------- | ----------------- | -------- | ----- |
| 1    | Wira Krepkina     | ZSRR              | 11,8     | Q     |
| 2    | Brunhilde Hendrix | Niemcy            | 11,8     | Q     |
| 3    | Teresa Wieczorek  | Polska            | 12,1     | Q     |
| 4    | Martha Hudson     | Stany Zjednoczone | 12,2     | Q     |
| 5    | Aycan Önel        | Turcja            | 13,4     |       |

### Ćwierćfinały
Rozegrano cztery biegi ćwierćfinałowe. Do półfinałów awansowały po trzy najlepsze zawodniczki z każdego biegu (Q).

#### Bieg 1
Wiatr: 0,0 m/s
| Poz. | Zawodniczka             | Narodowość        | Rezultat | Uwagi |
| ---- | ----------------------- | ----------------- | -------- | ----- |
| 1    | Wilma Rudolph           | Stany Zjednoczone | 11,5     | Q     |
| 2    | Wira Krepkina           | ZSRR              | 12,0     | Q     |
| 3    | Marlene Mathews-Willard | Australia         | 12,1     | Q     |
| 4    | Gisela Birkemeyer       | Niemcy            | 12,1     |       |
| 5    | Eleanor Haslam          | Kanada            | 12,3     |       |
| 6    | Mona Sulaiman           | Filipiny          | 12,4     |       |
| 7    | Valerie Morgan          | Nowa Zelandia     | 12,5     |       |

#### Bieg 2
Wiatr: 0,0 m/s
| Poz. | Zawodniczka       | Narodowość      | Rezultat | Uwagi |
| ---- | ----------------- | --------------- | -------- | ----- |
| 1    | Marija Itkina     | ZSRR            | 11,7     | Q     |
| 2    | Brunhilde Hendrix | Niemcy          | 11,9     | Q     |
| 3    | Halina Richter    | Polska          | 11,9     | Q     |
| 4    | Pat Duggan        | Australia       | 12,2     |       |
| 5    | Jean Holmes       | Panama          | 12,3     |       |
| 6    | Elizabeth Jenner  | Wielka Brytania | 12,4     |       |
| 7    | Sneżana Kerkowa   | Bułgaria        | 12,7     |       |

#### Bieg 3
Wiatr: 0,0 m/s
| Poz. | Zawodniczka           | Narodowość        | Rezultat | Uwagi |
| ---- | --------------------- | ----------------- | -------- | ----- |
| 1    | Giuseppina Leone      | Włochy            | 12,0     | Q     |
| 2    | Catherine Capdevielle | Francja           | 12,0     | Q     |
| 3    | Jenny Smart           | Wielka Brytania   | 12,0     | Q     |
| 4    | Martha Hudson         | Stany Zjednoczone | 12,2     |       |
| 5    | Olga Šikovec          | Jugosławia        | 12,5     |       |
| 6    | Carlota Gooden        | Panama            | 12,6     |       |
| 7    | Nancy Lewington       | Kanada            | 13,1     |       |

#### Bieg 4
Wiatr: 0,0 m/s
| Poz. | Zawodniczka      | Narodowość        | Rezultat | Uwagi |
| ---- | ---------------- | ----------------- | -------- | ----- |
| 1    | Dorothy Hyman    | Wielka Brytania   | 11,6     | Q, =  |
| 2    | Barbara Jones    | Stany Zjednoczone | 11,9     | Q     |
| 3    | Teresa Wieczorek | Polska            | 12,0     | Q     |
| 4    | Betty Cuthbert   | Australia         | 12,0     |       |
| 5    | Valerie Jerome   | Kanada            | 12,4     |       |
| 6    | Vivi Markussen   | Dania             | 12,4     |       |
| –    | Hannelore Raepke | Niemcy            | DNS      |       |

### Półfinały
Rozegrano dwa biegi półfinałowe. Do finału awansowały po trzy najlepsze zawodniczki z każdego biegu (Q).

#### Bieg 1
Wiatr: +0,8 m/s
| Poz. | Zawodniczka       | Narodowość        | Rezultat | Uwagi |
| ---- | ----------------- | ----------------- | -------- | ----- |
| 1    | Wilma Rudolph     | Stany Zjednoczone | 11,3     | Q, =  |
| 2    | Giuseppina Leone  | Włochy            | 11,6     | Q     |
| 3    | Jenny Smart       | Wielka Brytania   | 11,8     | Q     |
| 4    | Halina Richter    | Polska            | 11,8     |       |
| 5    | Brunhilde Hendrix | Niemcy            | 11,9     |       |
| 6    | Wira Krepkina     | ZSRR              | 12,0     |       |

#### Bieg 2
Wiatr: +0,6 m/s
| Poz. | Zawodniczka             | Narodowość        | Rezultat | Uwagi |
| ---- | ----------------------- | ----------------- | -------- | ----- |
| 1    | Dorothy Hyman           | Wielka Brytania   | 11,5     | Q,    |
| 2    | Marija Itkina           | ZSRR              | 11,7     | Q     |
| 3    | Catherine Capdevielle   | Francja           | 11,7     | Q     |
| 4    | Barbara Jones           | Stany Zjednoczone | 11,7     |       |
| 5    | Teresa Wieczorek        | Polska            | 11,9     |       |
| 6    | Marlene Mathews-Willard | Australia         | 11,9     |       |

### Finał
Wiatr: +2,8 m/s
| Poz. | Zawodniczka           | Narodowość        | Rezultat | Uwagi |
| ---- | --------------------- | ----------------- | -------- | ----- |
| 1    | Wilma Rudolph         | Stany Zjednoczone | 11,0 w   |       |
| 2    | Dorothy Hyman         | Wielka Brytania   | 11,3 w   |       |
| 3    | Giuseppina Leone      | Włochy            | 11,3 w   |       |
| 4    | Marija Itkina         | ZSRR              | 11,4 w   |       |
| 5    | Catherine Capdevielle | Francja           | 11,5 w   |       |
| 6    | Jenny Smart           | Wielka Brytania   | 11,6 w   |       |